# Casper (datorspel)
Casper är titeln på flera actionäventyrsspel baserade på filmen med samma namn från 1995 och figuren Casper, det snälla spöket. Två olika spel släpptes för Super Nintendo Entertainment System, 1996 och 1997, av olika utgivare i olika regioner. Ett tredje spel släpptes för 3DO (den slutliga versionen för det systemet), Sega Saturn, Playstation och Game Boy Color av Interplay Entertainment 1996. Ett Game Boy-spel utgavs 1996 och ett spel för Game Boy Advance släpptes 2002. Därtill finns datorspel för Windows/Macintosh (1996), Windows 95/Windows 98 (1997) på samma tema. Under 2000-talet kom flera spel med spöket Casper ut för olika plattformar som Playstation 2, Gamecube och Wii.

## Super Nintendo Entertainment System
Casper är ett spel som utvecklades av Absolute Entertainment och publicerades av Natsume för Super NES 1996 för den nordamerikanska och europeiska marknaden. Spelaren kontrollerar Casper, som följs av Kat Harvey. Spelet följer löst filmens handling och går ut på att Casper måste skydda Kat från olika faror, samtidigt som de letar efter olika föremål och löser problem och utför uppdrag för att föra handlingen vidare. Som varande ett spöke kan Casper passera genom väggar och andra hinder, men han kan inte gå för långt bort från Kat, för då kommer Carrigans spöke och bortför henne. Detta spel använder en reviderad version av A Boy and His Blob-spelmotor. I spelet kan Casper använda olika speciella föremål genom att transformera sig in i dessa objekt till exempel för att besegra fiender och skydda Kat. Casper och Kat kan förflytta sig till andra delar av herrgården genom speglar.
Ett Super Famicom-spel för den japanska marknaden med titeln Casper utvecklades av Natsume och gavs ut 1997 av KSS. I detta spel kontrollerar spelaren Kat Harvey, som i detta spelet är huvudfiguren, men för vissa uppgifter får spelaren också kontroll över Casper.

## Game Boy
Ett Game Boy-spel med titeln Casper släpptes 1996. Detta spel utvecklades av Bonsai Entertainment och utgavs av Natsume. Var och en av nivåerna består av fyra huvudsakliga minispel, som spelaren kan göra i vilken ordning som helst, och två sista minispel som bara visas i slutet av spelet.

## Sega Saturn, 3DO, Playstation och Game Boy Color
1996 gav Interplay Entertainment ut ett spel med titeln Capser, utvecklat av Funcom. Handlingen i spelet består av tre delar, först en vänskapskampanj där spelaren, som kontrollerar Casper, ska bygga upp sin vänskap med Kat och Dr. Harvey, sedan ett sökande efter de saknade delarna till Lasarus-maskinen (som Caspers farbröder (spöktrion) har demonterat för att hindra honom från att använda den) och slutligen att hitta den sista komponenten till maskinen, som kallas "Cellular Integrator", som Carrigans spöke har stulit. Spelet bygger huvudsakligen på utforskade av herrgården, pussellösande och att hantera spöktrion.

## Game Boy Advance
Ett Game Boy Advance-spel med titeln Casper utvecklades av Microids och gavs ut av Planet Interactive 2002. Det ett av de få datorspel där Casper faktiskt kan gå igenom väggar, men bara genom dem inom varje nivå.

### Fotnoter
1. ↑  Casper the Friendly Ghost på igdb.com (Internet Game Database).
2. ↑  ”Casper for SNES (1996) - MobyGames”. MobyGames. http://www.mobygames.com/game/casper_. Läst 22 juli 2018.
3. ↑  ”Casper (1997)”. MobyGames. https://www.mobygames.com/game/58548/casper/. Läst 10 september 2023.
4. ↑  Provo, Frank (12 juni 2000). ”Casper GBC Review” (på amerikansk engelska). GameSpot. https://www.gamespot.com/reviews/casper-gbc-review/1900-2585422/. Läst 22 juli 2018.
5. ↑  ”Casper Review for PlayStation: Why do so many people hate this game? - GameFAQs” (på engelska). gamefaqs.gamespot.com. https://gamefaqs.gamespot.com/ps/196879-casper/reviews/126010. Läst 22 juli 2018.
6. ↑  ”Casper - IGN.com” (på engelska). http://www.ign.com/games/casper. Läst 22 juli 2018.
7. ↑  ”Casper Review for Game Boy Advance: Cute but Confusing - GameFAQs” (på engelska). gamefaqs.gamespot.com. https://gamefaqs.gamespot.com/gba/565776-casper/reviews/119402. Läst 22 juli 2018.